# كونان البربري (فلم)
كونان البربري هو فيلم خيالي أنتج عام 1982. وهو مستند على قصص روبرت هوارد، كاتب الأدب الخيالي في الثلاثينات، حول مغامرات شخصية كونان البربري في عالم ما قبل التاريخ الخيالي وسط السحر الأسود والهمجية. كتبه الفيلم وأخرجه جون ميليوس، وأنتجته رافايلا دي لاورينتيس وباز فيتشانز. لحن باسيل بوليدوريس موسيقى الفيلم. والفيلم من بطولة أرنولد شوارزنيجر، ويحكي قصة شاب بربري يريد الثأر لموت والديه. وويسعى للانتقام من تولسا دوم زعيم طائفة الأفاعي.
بدأ التحضير لأفكار لحول فيلم كونان بحدود العام 1970. وبدأ إنتاج الفيلم بجهود مشتركة بين إدوارد بريسمان وإدوارد سامر في عام 1975. وقضوا سنتين للحصول على حقوق الفيلم، وبعدها وضعوا شوارزنيجر في الدور الرئيسي وأوليفر ستون لصياغة نص الفيلم. ولم يكن رأس المال متوفرا لدى بريسمان، وفي عام 1979، بعد أن تم رفض مشروعه من قبل شركات التصوير الكبيرة، باع المشروع إلى دينو دي لاورنتيس والد رافايلا. وتم تعيين ميليوس كمخرج وأعاد كتابة نص ستون. النص السينمائي النهائي جمع مشاهد من قصص هوارد ومن أفلام مثل كوايدان والساموراي السبعة.
تم التصوير في إسبانيا على مدى خمسة أشهر، في المناطق حول مدريد والمرية. وقام رون كوب بتصميم المشاهد، وكانت مستندة على ثقافات عصر الظلام ولوحات كونان للرسام فرانك فرازيتا. تجنب ميليوس المؤثرات البصرية، حيث فضل تحقيق أفكاره بالتركيبات الميكانيكية والخدع البصرية. أدى شوارزنيجر أغلب مجازفاته الخاصة، وتم صنع سيفين له، بتكلفة 10,000 دولار لكل منهما. استغرقت عملية التحرير أكثر من سنة وتم حذف العديد من المشاهد العنيفة.
حقق فيلم كونان نجاحا تجاريا لداعميه، وحقق أرباحا تفوق مائة مليون دولار في شباك التذاكر حول العالم. فسر الأكاديميون والنقاد الفيلم كمقدمة لمواضيع الفاشية أو الفردية، وتكلم أغلب نقاد الفيلم عن نقطة الفاشية. ووجه النقاد أيضا نقدا لاذعا لتمثيل شوارزنيجر ومشاهد الفيلم العنيفة. ورغم هذا النقد، فقد نال الفيلم شعبية مع الذكور الشباب. وأكسب هذا الفيلم شوارزنيجر شهرة عالمية. وأصدر كونان البربري عدة مرات على أجهزة الترفيه المنزلية، فزادت المبيعات إلى مجموع أرباح الفيلم الإجمالية لتصل إلى أكثر من 300 مليون دولار بحلول العام 2007.

## وصلات خارجية
- مقالات تستعمل روابط فنية بلا صلة مع ويكي بيانات